# Мануэль, Джей
Дже́й Мануэ́ль (англ. Jay Manuel; 14 августа 1972 года, Спрингфилд, Иллинойс, США) — канадский ведущий и визажист. Наиболее известен как бывший креативный директор реалити-шоу «Топ-модель по-американски». Мануэль также был ведущим шоу «Топ-модель по-канадски».

## Личная жизнь
Мануэль родился в Спрингфилде, штат Иллинойс, в семье матери итальянского и чешского происхождения, и отца — уроженца ЮАР с малайзийскими и голландскими корнями. Он был воспитан приёмными родителями в Торонто, где окончил старшую школу имени Нормана Бетьюна (англ. Dr. Norman Bethune Collegiate Institute) и Йоркский университет. Прежде чем войти в мир моды, Мануэль окончил курсы медицинской подготовки, а также изучал оперу. Мануэль — открытый гей.

## Карьера
Мануэль работал в качестве визажиста и стилиста для «Vogue», «Harper's Bazaar», «Marie Claire», «Victoria's Secret», «Revlon» и «CoverGirl». Среди его клиентов были такие звёзды, как Тайра Бэнкс, Наоми Кэмпбелл, Иман, Алисия Сильверстоун, Ребекка Ромейн, Руперт Эверетт, Бриджит Мойнахан, Анджела Бассетт, Джада Пинкетт-Смит, Майя, Ким Кэттролл, Натали Коул, Тони Брэкстон, Гарсель Бове, Ванесса Уильямс, Патти Лабелль, Розарио Доусон, Пинк, Дэвид Боуи, Дженнифер Лопез и другие.
Мануэль присоединился к проекту «Топ-модель по-американски» в первом сезоне в качестве креативного директора. Он пробыл в шоу на протяжении девяти лет, покинув его после 18 сезона вместе с Найджелом Баркером и Джеем Александром после того, как их контракты не были продлены.
Мануэль был ведущим и главным судьёй шоу «Топ-модель по-канадски», спин-оффа американской версии.
В 2011 году он запустил свою линию одежды совместно с «Sears Canada». В 2014 Мануэль запустил косметическую линию «Jay Manuel Beauty».